# Matilda Feliksovna Kšesinska
Matilda Feliksovna Kšesinska (poljsko Matylda Krzesińska, rusko Мати́льда Фе́ликсовна Кшеси́нская), poljsko-ruska balerina, * 31. avgust (19. avgust, ruski koledar) 1872, Ligovo pri Sankt-Peterburgu, Rusija, † 6. december 1971, Pariz, Francija.
Kšesinska je bila prva ruska primabalerina asoluta na svetu. Verjetno je najbolj znana po svojem ljubezenskem razmerju z bodočim carjem Nikolajem II., ki je menda pri njej izgubil devištvo.